# Брациговска чешма
Брациговската чешма е историческа постройка в град Брацигово, България. Чешмата отбелязва голямото преселение на македонски българи в Брацигово станало в 1791 година.

## Местоположение
Чешмата е разположена на западния изход на града, за Пещера, в оброчището „Свети Тодор“, в близост до едноименния параклис.

## История
Чешмата отбелязва преселението на българи от Западна Македония в Брацигово. Върху мраморната чешма има надпис:
| „ | Во время избавления соградисе сей източника за спомень на преселването лето 1791 г., 7 юлия. | “ |

По-късно чешмата е унищожена и е възстановена през октомври 1984 година по стара снимка, съхранена във фонда на Историческия музей в града и графично изображение на буквите, дело на местния художник Иван Тошков от 1939 година.
В 2017 година Комитетът „Памет“ в Брацигово по същата гравюра на Иван Тошков и с фрагменти от оригинала възстановява чешмата пред Поповите къщи, където е музейната експозиция, посветена на Брациговската архитектурно-строителна школа.
В 2020 година чешмата на оригиналното място е обновена от дружеството „Аз обичам Брацигово“.